# Richard Neumann
Richard Neumann (Königsberg, Prusia Oriental, Imperio alemán; 23 de octubre de 1883 - Alemania Occidental; 24 de abril de 1957) fue un docente y pedagogo alemán que se radicó en Panamá en la primera mitad del siglo XX. Se le reconoce por ser uno de los principales formadores de educadores en Panamá en sus primeros  como nación independiente.

## Biografía
Sus padres fueron Hernan Neumann y Augusta Laubinger. Realizó sus estudios primarios en su ciudad natal y se trasladó luego a Waldau donde cursó en el Seminario, donde obtuvo los títulos de maestro (1903), profesor de media (1907) y aprobó el examen prorectoratum. Cursó estudios superiores en la Universidad de Königsberg y en la Universidad Técnica de Berlín, estudios que interrumpió en 1911, cuando fue llamado a trabajar en Panamá. Neumann fue parte de un grupo de cuatro profesores alemanes que fueron convocados por el gobierno panameño para acrecentar la formación educativa en el país, que apenas consistía de 76 maestros en colegios oficiales a finales del siglo XIX.
Comenzó sus labores docentes en 1911 en el Instituto Nacional de Panamá, como director de la Normal y profesor de práctica docente. Fue el encargado de enseñar pedagogía por varios años hasta 1917, cuando su licencia como docente fue suspendida debido a la entrada de Panamá en la Primera Guerra Mundial y consideraba a los ciudadanos alemanes como beligerantes, incluyendo a Neumann, y cuyo caso fue discutido incluso a nivel del gobierno del presidente Ramón Maximiliano Valdés, pero que fue restablecido tras el final del conflicto, tomando en cuenta su historial profesional.
En 1919 fue nombrado subinspector general de enseñanza donde siguió difundiendo su pedagogía. En 1923 volvió al Instituto Nacional como rector y profesor de pedagogía y en 1925 fue nombrado sucesivamente como inspector general de enseñanza y profesor de pedagogía en el Instituto Nacional y en la Escuela Normal de Señoritas, vicerrector y rector del Instituto Nacional e inspector general de enseñanza secundaria. En 1940 se le suspendió por decreto como rector del Instituto Nacional. Regresó a laborar en 1946, como jefe del departamento de cultura y publicaciones del Ministerio de Educación y en dicho puesto se le nombró como profesor supernumerario, además se certificó como traductor autorizado del español al alemán. Luego regresó a Alemania, donde pasó sus últimos años y falleció en 1957, pero cuyos restos mortales fueron traídos y sepultados en Panamá.
Tras su muerte, en 1958 se decretó la construcción de un nuevo colegio secundario en la capital panameña recibiendo su nombre.
A Neumann se le atribuye que alrededor de 900 de los 2097 maestros panameños titulados entre los años 1911 y 1937, recibieron su influencia directa como profesor de pedagogía. La pedagogía de Neumann estaba basada en la pedagogía herbartiana, con una fuerte convicción de la influencia de la educación en el destino de la humanidad. Sin embargo, se diferenciaba de Herbart en que la pedagogía no era una ciencia estática, sino algo cambiante y que evolucionaba en lo social, con las ideas que se elaboraban con la ciencia.